# Ken Davitian

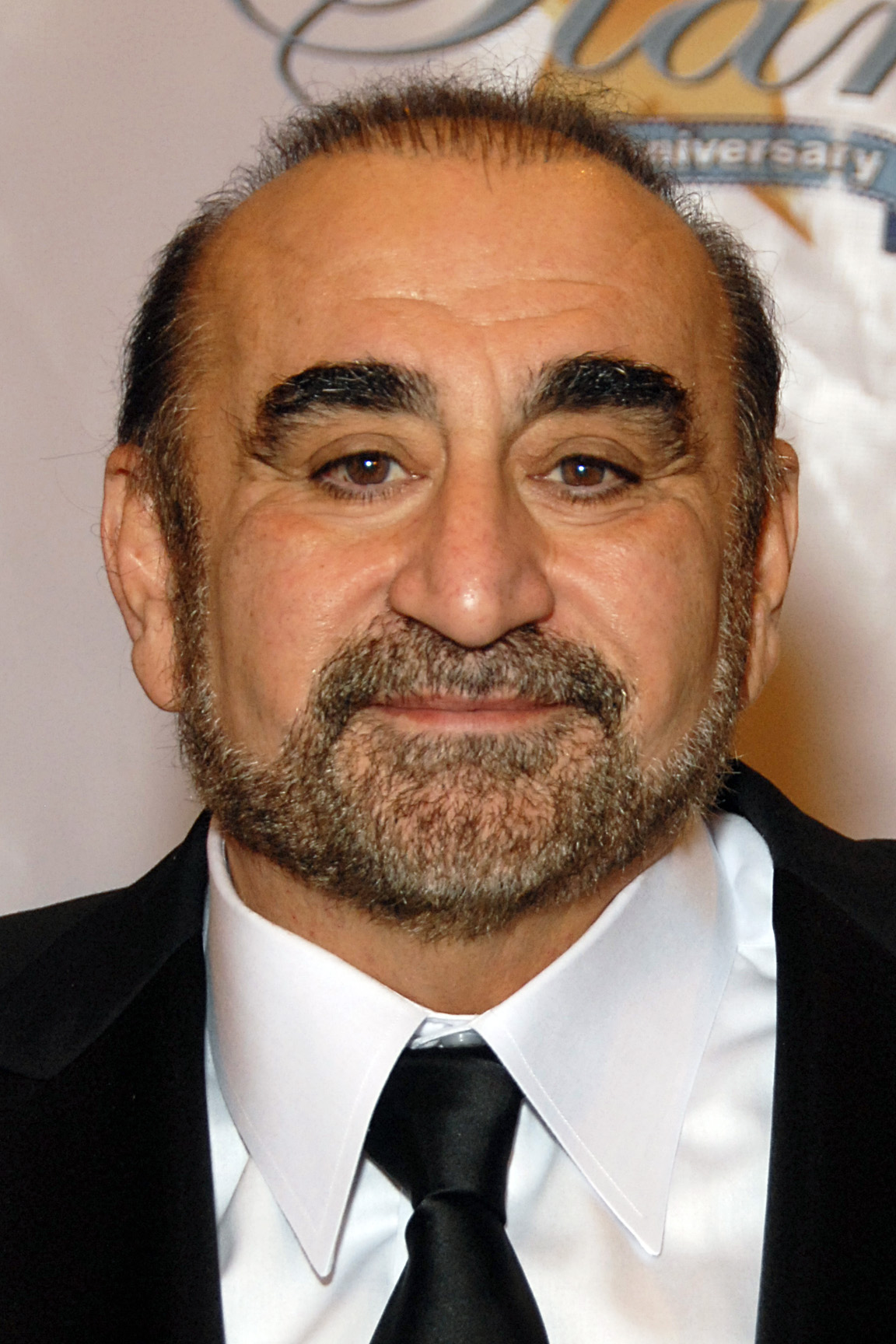
Ken Davitian (2010)

Ken Davitian (* 19. Juni 1953 in Los Angeles, Kalifornien) ist ein US-amerikanischer Schauspieler.

## Werdegang
Davitians Familie stammt ursprünglich aus Armenien. Sein Vater kam nach Kriegsende als Soldat der Armenischen Legion von Stuttgart in die USA.
Seinen ersten Auftritt hatte Ken Davitian 1977 in der Komödie American Raspberry als beleibter Barkeeper.
Nach dieser Rolle verschwand er vorübergehend von der Bildfläche und spielte erst 1991 wieder eine Rolle im Film Talkin’ Dirty After Dark.
Seit 1991 spielte Davitian einige kleinere Rollen in Serien wie Ghost Whisperer, The Closer, Boston Legal, Emergency Room – Die Notaufnahme, Six Feet Under – Gestorben wird immer oder Gilmore Girls. Die Serienauftritte waren auf ein bis zwei Folgen begrenzt.
Davitian wurde vor allem durch die Rolle des Azamat Bagatov, dem Begleiter von Sacha Baron Cohen in Borat – Kulturelle Lernung von Amerika, um Benefiz für glorreiche Nation von Kasachstan zu machen und als König Xerxes im Film Meine Frau, die Spartaner und ich bekannt.
Er ist im Film Get Smart als Shtarker an der Seite von Steve Carell, Alan Arkin und Dwayne Johnson zu sehen.
Charakteristisch sind sein stark behaarter Rücken und seine Körperfülle, die ihn bereits zwei Mal als Massagepatient vor die Kamera brachten, sowohl in der Serie Two and a Half Men, wie auch im Film Walk of Shame.
Weiterhin hatte er auch einen Auftritt im Musikvideo „Stand Inside Your Love“ von den The Smashing Pumpkins.
Bei den MTV Movie Awards 2007 wurde er zusammen mit Sacha Baron Cohen für den Besten Filmkampf nominiert.
Davitian ist mit Ellen Baca verheiratet und hat zwei Kinder.

## Filmografie (Auswahl)
- 2002: The Shield – Gesetz der Gewalt (The Shield, Fernsehserie, eine Folge)
- 2003: S.W.A.T. – Die Spezialeinheit (S.W.A.T.)
- 2003: Das Geheimnis von Green Lake (Holes)
- 2003: Extreme Rage (A Man Apart)
- 2006: Borat – Kulturelle Lernung von Amerika, um Benefiz für glorreiche Nation von Kasachstan zu machen (Borat: Cultural Learnings of America for Make Benefit Glorious Nation of Kazakhstan)
- 2007: South of Pico
- 2007: Glück im Spiel (Lucky You)
- 2007: Ghost Whisperer – Stimmen aus dem Jenseits (Ghost Whisperer, Fernsehserie, Folge 2x20)
- 2008: Meine Frau, die Spartaner und ich (Meet the Spartans)
- 2008:  Get Smart
- 2008: Soul Men
- 2008: Lonely Street
- 2009: Not Forgotten – Du sollst nicht vergessen (Not Forgotten)
- 2011: Küssen verboten! – Honeymoon mit Hindernissen (You May Not Kiss The Bride)
- 2011: The Artist
- 2014: Two and a Half Men (Fernsehserie, Folge 11x20)
- 2014: Walk of Shame
- 2015: Fuck the Paki
- 2018–2020: Cobra Kai (Fernsehserie, 3 Folgen)
- 2019: Navy CIS: L.A. (NCIS: Los Angeles, Fernsehserie, 1 Folge)